# Zuckermais

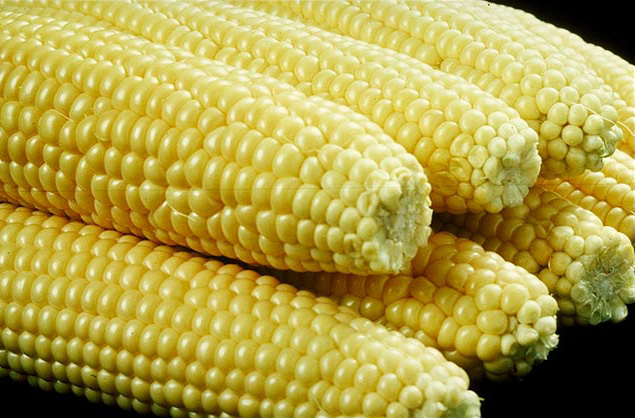
Zuckermaiskolben

Zuckermais oder Süßmais (Zea mays Saccharata-Gruppe) ist eine Maissorte, die bei der Reife erst sehr spät ihren süßen Geschmack verliert und keinen ausgeprägten mehligen Geschmacksanteil zeigt. Eine bekannte Maissorte ist Golden Bantam.

## Anbau
Die meist als Futtermais in Europa angebauten Maissorten beginnen mit Ende der Milchreife einen mehligen Geschmack anzunehmen, der bis zum Ende der Teigreife zum Mehlgeschmack des abgereiften Maises wird. Der Zuckermais behält dagegen den süßen Geschmack des milchreifen Maises mit abnehmender Tendenz bis zum Ende der Teigreife bei. Auch das Stängelmark des Zuckermaises enthält Zucker, dies ist aber bei fast allen Maissorten der Fall (das Stängelmark dient dem Mais als Energiespeicher für die Kolbenentwicklung).
Der abgereifte Zuckermais enthält im Korn keine Zuckerstoffe mehr und seine Körner sind ebenso mehlreich wie die anderer Maissorten.

## Inhaltsstoffe
| 100 g Zuckermais enthalten: |               |        |       |        |         |           |           |
| Brennwert                   | Kohlenhydrate | Wasser | Fett  | Kalium | Calcium | Magnesium | Vitamin C |
| 369 kJ (87 kcal)            | 16 g          | 75 g   | 1,0 g | 290 mg | 2 mg    | 27 mg     | 12 mg     |

## Ernte
Zur Ernte gibt es verschiedene Methoden. Je nach Reife der Kolben werden diese von Hand von den Pflanzen gepflückt. Die Pflanze selbst bleibt dabei stehen, um den unreifen Kolben mehr Zeit zur Reife zu geben. Die Maschinelle Ernte erfolgt entweder über kleine (einreihige) gezogene Pflücker oder mit mehrreihigen Selbstfahrenden Arbeitsmaschinen. (s. Video Weblinks)